# Гельге Колл-Фраф'єр
Гельге Колл-Фраф'єр (норв. Helge Koll-Frafjord; нар. 31 травня 1975) — колишній норвезький тенісист.
Найвищу одиночну позицію світового рейтингу — 300 місце досяг 18 вересня 2000, парну — 476 місце — 26 жовтня 1998 року.

## Титули ITF Ф'ючерс

### Одиночний розряд: 3
| Ранг | Дата     | Турнір                      | Рівень  | Покриття   | Суперник     | Рахунок            |
| ---- | -------- | --------------------------- | ------- | ---------- | ------------ | ------------------ |
| 1.   | Вер 1999 | Швеція F1, Гетеборг         | Ф'ючерс | Тверде (i) | Калле Флюґт  | 3–6, 6–4, 6–1      |
| 2.   | Лют 2000 | Велика Британія F1, Істборн | Ф'ючерс | Килим (i)  | Іво Карлович | 7–6(7–4), 7–6(7–2) |
| 3.   | Вер 2000 | Швеція F1, Гетеборг         | Ф'ючерс | Килим (i)  | Калле Флюґт  | 3–6, 6–2, 6–4      |

### Парний розряд: 3
| Ранг | Дата     | Турнір                      | Рівень  | Покриття  | Партнер          | Суперники                | Рахунок       |
| ---- | -------- | --------------------------- | ------- | --------- | ---------------- | ------------------------ | ------------- |
| 1.   | Сер 1998 | Хорватія F5, Умаг           | Ф'ючерс | Ґрунт     | Сімон Аспелін    | Іво Карлович Ловро Зовко | 7–5, 6–4      |
| 2.   | Вер 1998 | Норвегія F1, Осло           | Ф'ючерс | Килим (i) | Ларс Ярранн      | Бен Ґейблер Арвід Сван   | 6–1, 3–6, 6–3 |
| 3.   | Лют 2000 | Велика Британія F1, Істборн | Ф'ючерс | Килим (i) | Генрік Андерссон | Олівер Фрілав Том Спінкс | 7–5, 7–5      |